# Église Sainte-Marie d'Avrainville
L'église Sainte-Marie d'Avrainville est une église paroissiale catholique, dédiée à sainte Marie, située dans la commune française d' Avrainville et le département de l'Essonne.

## Historique
L'église est mentionnée en 1070 mais aucune partie conservée n'est antérieure au XIIe siècle. 
L'édifice subit de sévères prédations durant la Guerre de Cent Ans et est remis en état à la fin du XVe siècle et au XVIe siècle. 
Depuis un arrêté du 29 décembre 1983, l'église est inscrite au titre des monuments historiques.
Une période de vingt ans de travaux de restauration s'achève en 2017 : après une étude en 1995, la première phase des travaux jusqu'en 2001 concerne les absidioles et le clocher. La façade nord et le pignon sont restaurés en 2006, la façade sud en 2012. La restauration intérieure a lieu à partir de 2015.
L'association pour la sauvegarde de l'art français accorde des aides urgentes pour quatre étapes de la restauration.

## Description
L'église possède un plan rectangulaire, un chevet à deux absidioles et un clocher qui comporte deux étages et a dû être plus élevé que l'élévation qui subsiste. 

## Pour approfondir